# Fritänkaren
För filmen med samma namn, se Fritänkaren – filmen om Strindberg.
Fritänkaren är en pjäs av August Strindberg utgiven 1870. Dramat, av författaren kallat "dramatiskt utkast", skrevs under pseudonymen Härved Ulf. Fritänkaren är det tidigaste bevarade av Strindbergs dramer. Det refuserades av Dramaten och glömdes först bort, men hade urpremiär på Strindbergs Intima Teater år 2003.